# Critérium National de la Route 1960
Il Critérium National de la Route 1960, ventinovesima edizione della corsa, si svolse il 29 marzo su un percorso con partenza e arrivo a Montlhéry. Fu vinto dal francese Jean Graczyk della Helyett-Leroux-Hutchinson davanti ai suoi connazionali Claude Colette e Jacques Anquetil.

## Ordine d'arrivo (Top 10)
| Pos. | Corridore           | Squadra                   | Tempo    |
| ---- | ------------------- | ------------------------- | -------- |
| 1    | Jean Graczyk        | Helyett-Leroux-Hutchinson | 6h20'19" |
| 2    | Claude Colette      | Peugeot-BP-Dunlop         | a 3"     |
| 3    | Jacques Anquetil    | Helyett-Leroux-Hutchinson | a 2'04"  |
| 4    | Joseph Groussard    | Helyett-Leroux-Hutchinson | s.t.     |
| 5    | François Mahé       | Rapha-Gitane-Dunlop       | s.t.     |
| 6    | Jean-Claude Annaert | Saint-Raphaël             | s.t.     |
| 7    | Henri Anglade       | Liberia-Grammont          | s.t.     |
| 8    | Albert Bouvet       | Mercier-BP-Hutchinson     | s.t.     |
| 9    | Pierre Everaert     | Rapha-Gitane-Dunlop       | s.t.     |
| 10   | Jean Bonifassi      | Liberia-Grammont          | s.t.     |